# 何小鹏
何小鹏（1977年11月3日—），湖北人，中国大陆企业家，UC优视和小鹏汽车联合创始人。

## 生平
1977年出生于湖北黄石，毕业于华南理工大学计算机科学专业。2004年与梁捷共同创建UC优视，2014年6月被阿里巴巴集团收购。同年共同创建小鹏汽车并担任董事长。2017年8月22日宣布辞去阿里巴巴集团所有职务。